# Schoepfia tetramera
Schoepfia tetramera är en tvåhjärtbladig växtart som beskrevs av Theodor Carl Karl Julius Herzog. Schoepfia tetramera ingår i släktet Schoepfia och familjen Schoepfiaceae. Inga underarter finns listade i Catalogue of Life.